# Ouèdèmè-Pédah
Ouèdèmè-Pédah ist ein Arrondissement im Departement Mono im westafrikanischen Staat Benin. Es ist eine Verwaltungseinheit, die der Gerichtsbarkeit der Kommune Comé untersteht.

## Demografie und Verwaltung
Gemäß der Volkszählung 2013 des beninischen Statistikamtes INSAE hatte das Arrondissement 6784 Einwohner, davon waren 3346 männlich und 3438 weiblich.
Von den 51 Dörfern und Quartieren der Kommune Comé entfallen acht auf Ouèdèmè-Pédah:
1. Agblotomé
2. Honnougbo
3. Kpétékan
4. Kpodji
5. Mèzintomè
6. Pédacomè
7. Totchon-Agni
8. Zounta